# Флаг Ржева
Флаг муниципального образования городской округ город Ржев Тверской области Российской Федерации является символом общественно-исторического и административного статуса города Ржева наряду с его гербом.
Флаг утверждён 15 августа 1996 года и внесён в Государственный геральдический регистр Российской Федерации с присвоением регистрационного номера 1616.

## Описание
«Флаг города Ржева представляет собой прямоугольное красное полотнище, воспроизводящее композицию гербового щита. Пропорции полотнища 2:3».
Геральдическое описание герба гласит: «В червлёном (красном) поле золотой восстающий вооружённый лев с лазоревым языком и таковыми же когтями. Щит увенчан серебряной стенчатой, мурованной башенной короной о трёх зубцах и окружён лентой ордена Отечественной войны I степени. Под щитом обнажённый меч с червлёной надписью: „владей мирно“».
Допускается использование флага в виде вымпела. Флаг, используемый в виде вымпела, имеет пропорции 2 (по горизонтали) : 3 (по вертикали). Полотнище флага-вымпела завершается двумя косицами. Длина косиц входит в длину полотнища по вертикали. Отношение длины косиц к длине полотнища 1:3.

## Символика
В основу флага города Ржева положен исторический герб города Ржева Володимирова (прежнее название Ржева), Высочайше утверждённого 10 (21) октября 1780 года вместе с другими гербами городов Тверского наместничества: в верхней части щита герб Тверской, в нижней части щита «Стоящий лев в красном поле, часть Володимирскаго герба».